# Güímar
Güímar és un municipi de l'illa de Tenerife, a les Illes Canàries. Comprèn les poblacions de Balandra-Los Picos, Chacaica, Chacona, Chimaje, Chogo, El Escobonal, El Socorro, El Tablado, Guaza, San Pedro Arriba, San Pedro Abajo, San Francisco Javier, La Caleta, La Hoya, La Medida, La Puente, Lomo de Mena, Los Barrancos, Pajara, Puertito de Güimar, Punta Prieta, San Juan i el barri de Fátima.

## Alcaldes de Güímar
| Període      | Nom de l'alcalde/-essa            | Partit polític | Data de possessió |
| ------------ | --------------------------------- | -------------- | ----------------- |
| 1979 - 1983  | Pedro Guerra Cabrera              | (PSOE)         | 19/04/1979        |
| 1983 - 1987  | Víctor Pérez                      | (PSOE)         | 28/05/1983        |
| 1987 - 1991  | Víctor Pérez                      | (PSOE)         | 30/06/1987        |
| 1991 - 1995  | Rigoberto González                | (PSOE)         | 15/06/1991        |
| 1995 - 1999  | Rigoberto González / Vicenta Díaz | (PSOE) / (PP)  | 17/06/1995        |
| 1999 - 2003  | Rigoberto González                | (PSOE)         | 03/07/1999        |
| 2003 - 2007  | Vicenta Díaz                      | (PP)           | 14/06/2003        |
| 2007 - 2011  | Rafael Yanes                      | (PSOE)         | 16/06/2007        |
| 2011 - 2015  | Carmen Luisa Castro Dorta         | (PP)           | 11/06/2011        |
| 2015 - 2019  | Carmen Luisa Castro Dorta         | (PP)           | 13/06/2015        |
| 2019 - 2023  | n/d                               | n/d            | 15/06/2019        |
| Des del 2023 | n/d                               | n/d            | 17/06/2023        |

## Personatges il·lustres
- Carla Antonelli, actriu transsexual, activista dels drets LGBT i diputada a l'Assemblea de Madrid
- Pedro Guerra Cabrera, advocat, escriptor i polític, alcalde de Güímar i pare del cantautor Pedro Guerra
- Pedro Guerra, cantautor fill del polític Pedro Guerra Cabrera
- Thor Heyerdahl, explorador noruec que va estudiar les piràmides de Güímar

## Llocs d'interès
- Piràmides de Güímar, un conjunt de sis construccions amb forma de piràmide esglaonada.
- Ermita del Socorro.
- Casa del Paseo i capella de San Juan.
- La Hidro.
- Església de Santo Domingo.
- Capella de San Pedro de Arriba

## Imatges

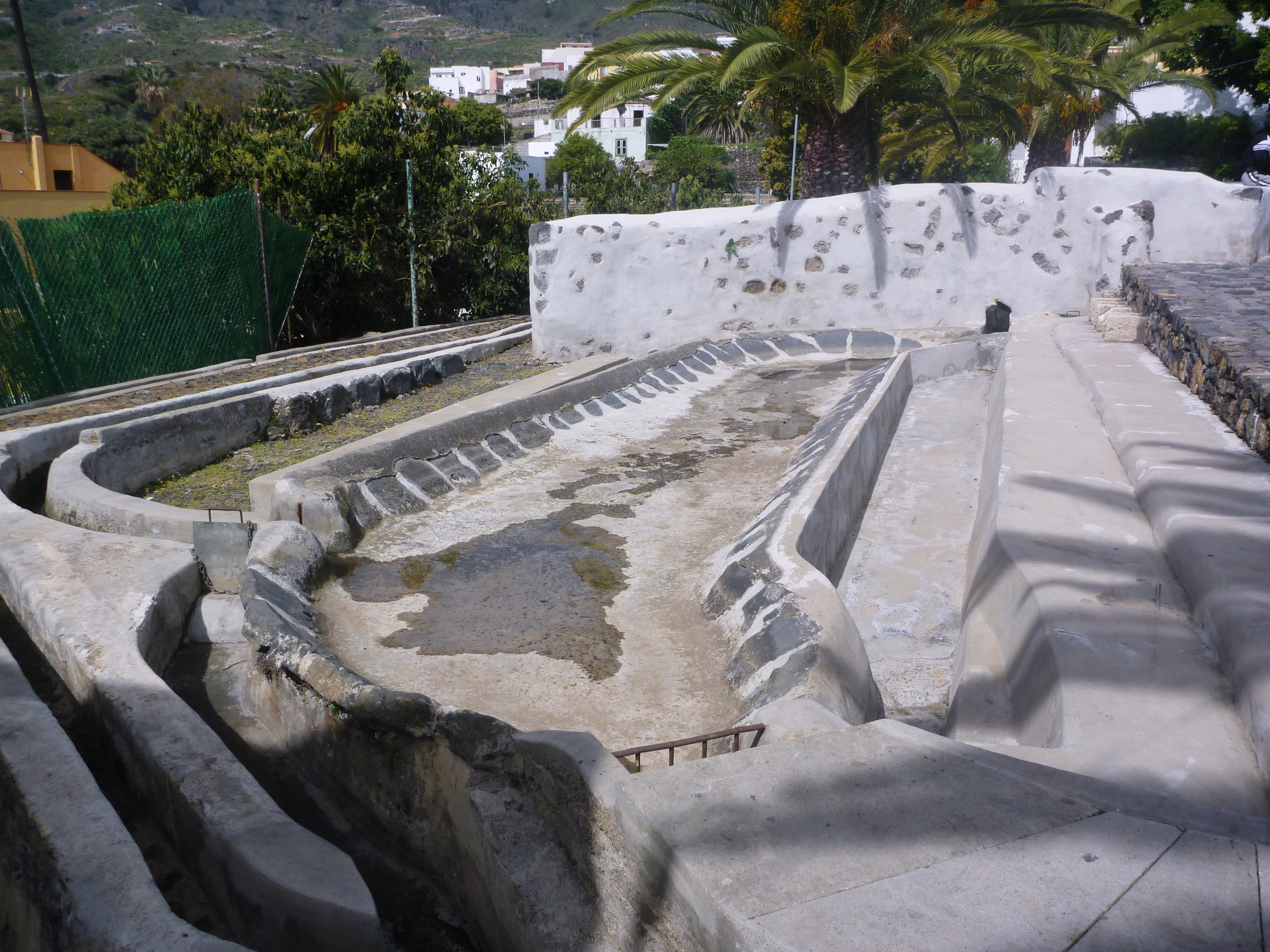
Rentadors de Chacaica
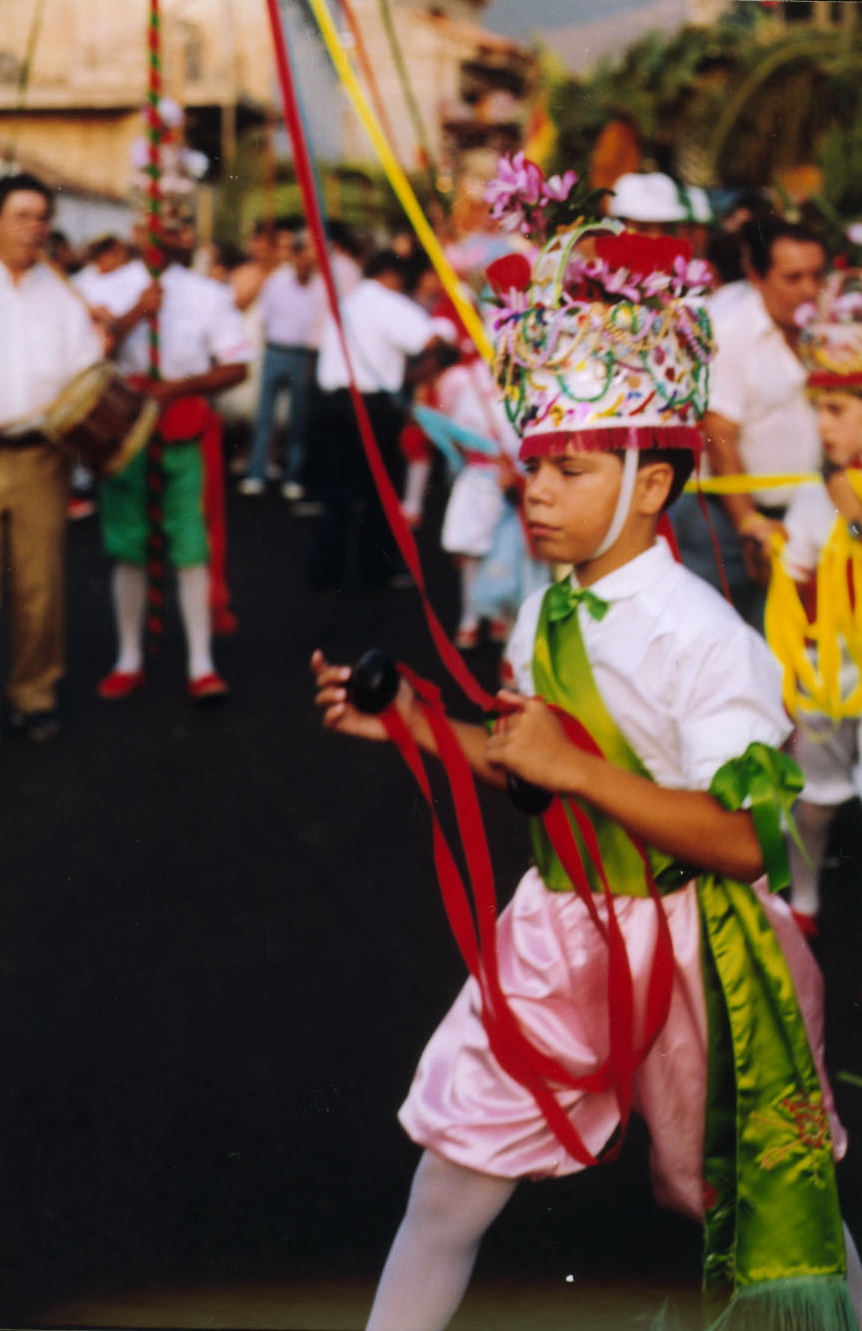
Dansa de les cintes
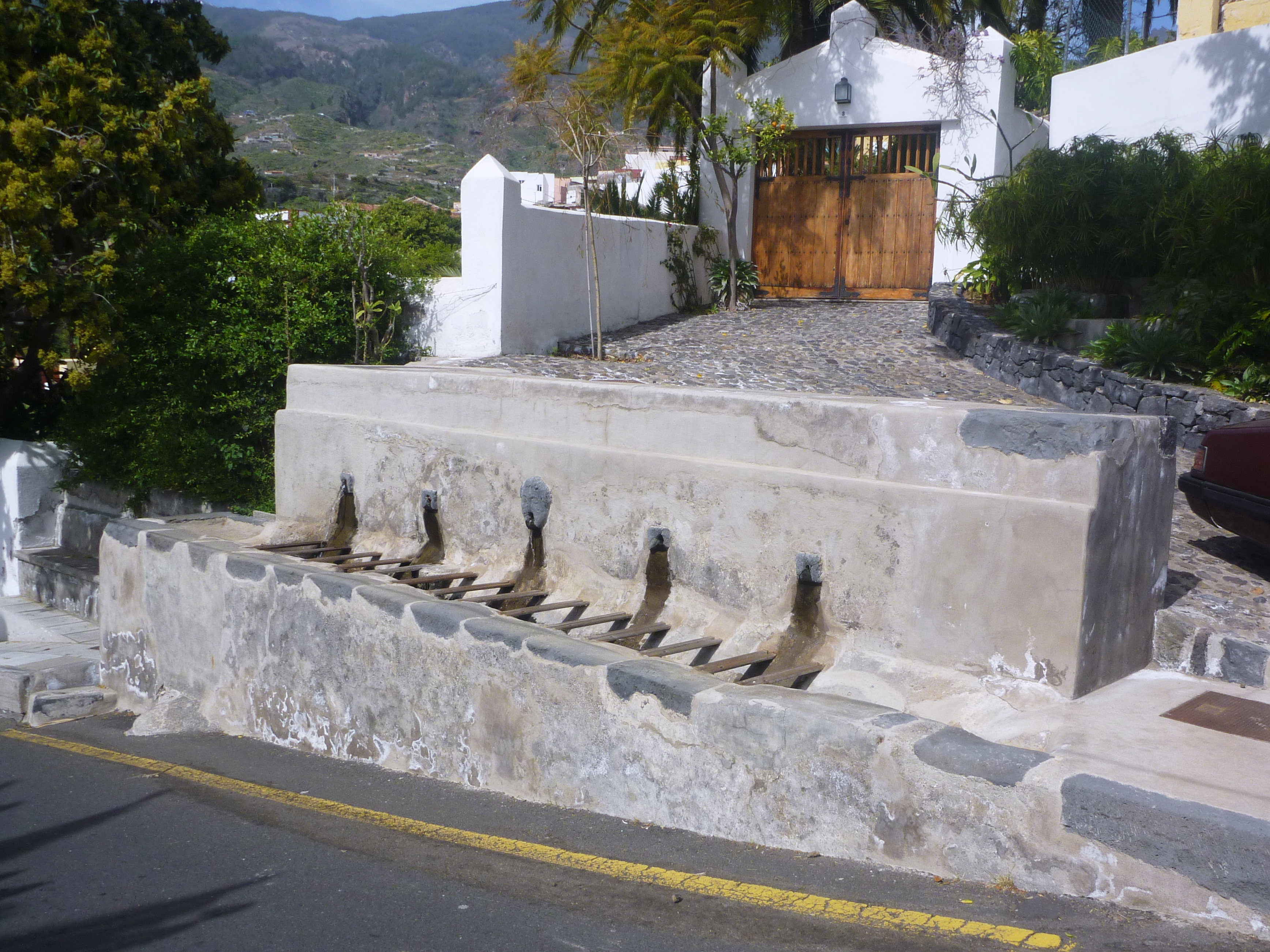
Font de Chacaica
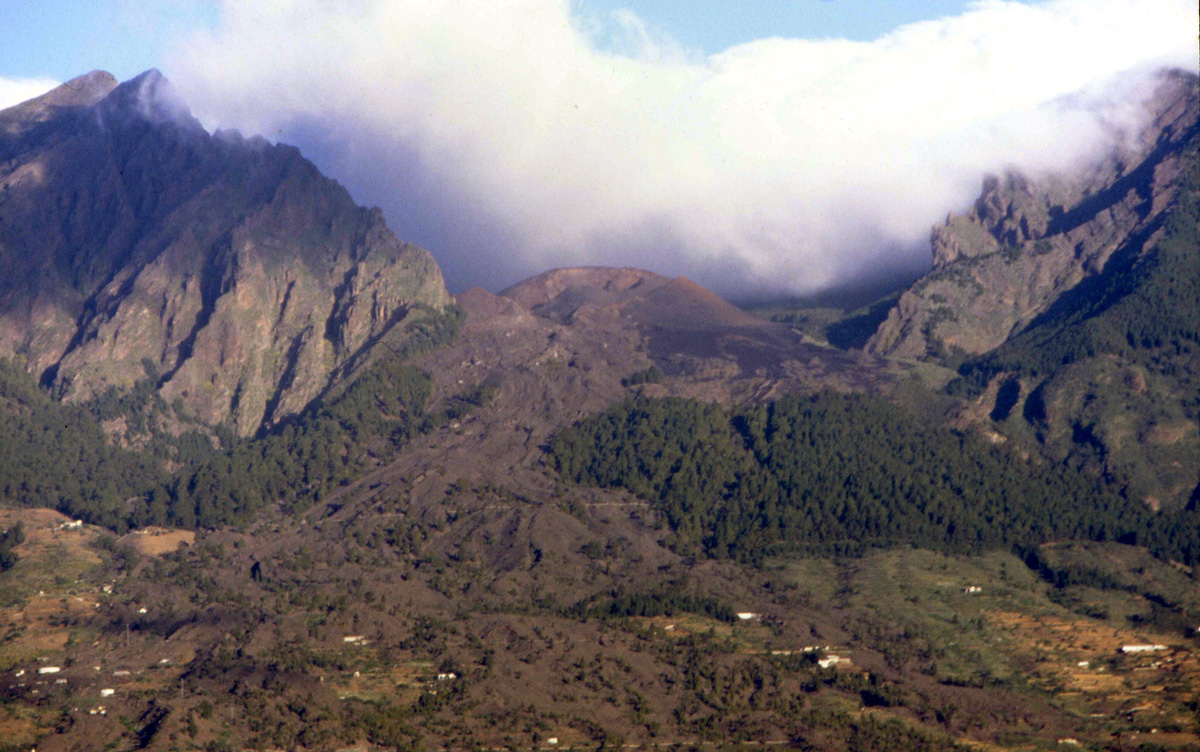
Volcà de las arenas
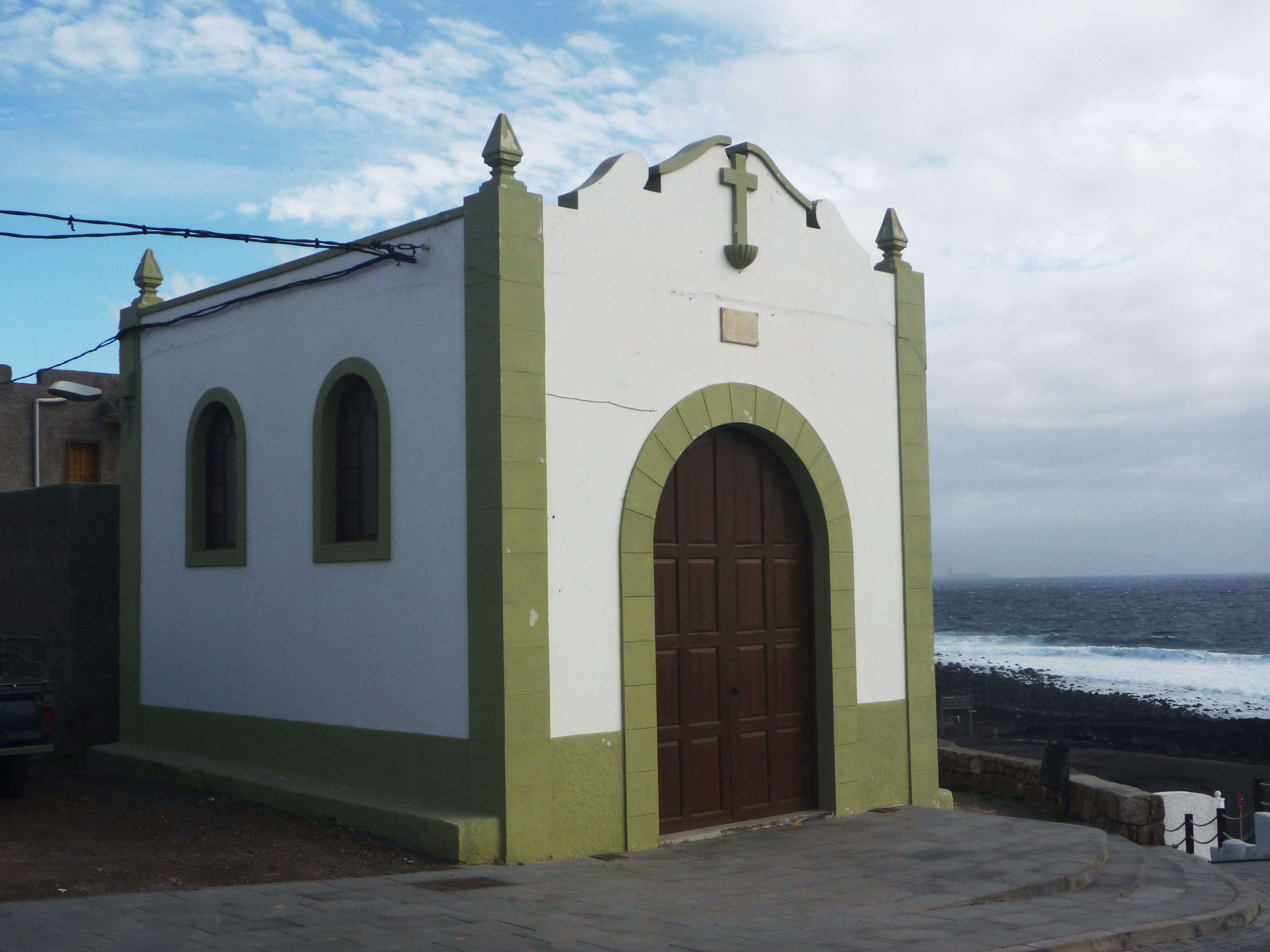
Ermita del Socorro